# Lobus trisyneura
Lobus trisyneura är en fjärilsart som beskrevs av Oswald Beltram Lower 1903. Lobus trisyneura ingår i släktet Lobus och familjen mätare. Inga underarter finns listade i Catalogue of Life.